# Iglesia de Nuestra Señora del Reposo (Valverde del Camino)
La Parroquia de Nuestra Señora del Reposo es un templo católico ubicado en la localidad de Valverde del Camino (provincia de Huelva, Andalucía, España).

## Historia
Las obras del actual edificio se inician en la segunda mitad del siglo XVI, acabando las obras hacia 1630, año en que se contrata el retablo mayor. A esta primera fase constructiva responde los dos primeros de la nave central y el campanario.
Valverde adquirió la condición de villa en 1732, circunstancia que le llevó a solicitar al arzobispado la ampliación del templo. No fue hasta 1756, afectada la fábrica primitiva por el Terremoto de Lisboa, cuando se empezó a planificar la renovación, que se haría según diseño de Pedro de Silva. Posteriormente se produciría la intervención de Ambrosio de Figueroa sobre la torre, que sería restaurada de nuevo en el siglo XIX por José Rosales.
El templo fue asaltado en los primeros días de la Guerra Civil, destruyéndose retablos, pinturas e imaginería.

## Descripción

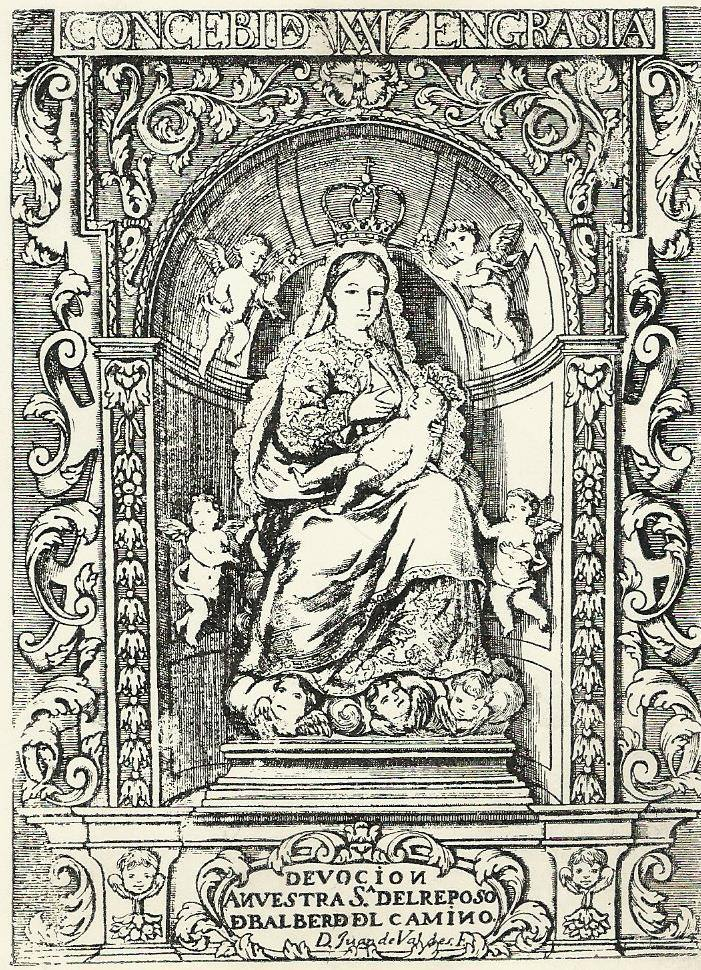
Grabado de la Virgen del Reposo.

El aspecto exterior se debe a la reforma del siglo XVIII, conservando en varias zonas los enlucidos de la época a base de motivos vegetales y geométricos policromados. A este momento se deben las tres portadas, todas ellas con vano adintelado entre pares de pilastras toscanas, entablamento dórico y frontón partido para albergar un ático. Se decoran con azulejos trianeros de José Francisco Gil. El que representa a la Virgen del Reposo en la portada de los pies está fechado en 1765.
La torre se sitúa a la derecha del presbiterio. Su cuerpo de campanas recuerda al utilizado por Hernán Ruiz II en la Giralda.
La planta del templo es de cruz latina con tres naves. Se cubren con bóvedas vaídas, elevándose en el crucero una cúpula de media naranja que recuerda a la proyectada por Hernán Ruiz II en la Iglesia de la Anunciación de Sevilla.
La estructura del retablo mayor se salvó del asalto de 1936 por ser obra de mampostería. Fue encargado a Pablo Legot en 1630 y consta de banco, dos cuerpos, ático y remate separados en cinco calles por columnas corintias. En 1781 fue añadido un camarín en la calle central del primer cuerpo.
Las pinturas del retablo no corrieron la misma suerte, siendo sustituidas por obras del siglo XX de Rafael Blas Rodríguez y Juan Antonio Rodríguez. El primero decoró también el camarín donde recibe culto la Virgen del Reposo. Patrona de Valverde desde 1672, su imagen actual fue tallada por Sebastián Santos en 1940. Conserva el juego de coronas y cetro, del siglo XVIII, que pertenecieron a la anterior imagen.
La capilla sacramental está presidida por un Sagrado Corazón de origen valenciano y decorada con pinturas murales de Rafael Rodríguez. Hay en ella una lámpara de plata de hacia 1770 que perteneció a la Ermita de la Trinidad. La capilla bautismal contiene una pila del siglo XVIII. Junto a ella se eleva el coro, con reja forjada por Alonso Donaire en 1769.
La capilla de las Ánimas debe su nombre a la pintura del Purgatorio pintada en 1941 por González Castillo. El retablo de la Inmaculada proviene del Hospital de la Misericordia, al que fue regalado por Rodrigo Caballero. Lo talló Juan de Valencia y lo doró Simón Delgado en 1735, aunque la imagen que lo ocupa actualmente fue realizada por Genaro Lázaro Gumiel en 1940. En este ámbito reciben culto también culto los titulares de la Hermandad de los Blancos. El Nazareno fue tallado por Antonio Castillo Lastrucci en 1940, dos años después de que Manuel Pineda Calderón firmase a la Virgen de los Dolores. El Cristo de la Buena Muerte se debe a la producción de Enrique Pérez Comendador. Lo acompañan la Virgen de la Amargura, de escuela sevillana del siglo XIX, y el San Juan, de Castillo Lastrucci.
La capilla del Pilar se cierra por una reja del siglo XVIII. La imagen de la patrona de Zaragoza que ocupa su retablo pudo salvarse de la destrucción de 1936. Realizada en plata, data del siglo XVIII. En un retablo neobarroco reciben culto el Cristo Yacente de Antonio Bidón y la Virgen de la Soledad, esculpida por Sebastián Santos en 1944. Son titulares de la Hermandad de los Negros. Completa el mobiliario de la capilla la lauda sepulcral de Pedro de Castillo, valverdeño funcionario en la corte de Carlos III.
En las naves hay otras obras de interés. El San José fue tallado por Antonio Bidón. La Virgen del Rosario y San Rafael son obras de Sebastián Santos de 1942. También hay una pintura de la Virgen de Belén, copia de época de un original de Alonso Cano. Más pinturas encontramos en la sacristía: Santa Teresa del siglo XVII, la Epifanía y las Lágrimas de San Pedro del XVIII y del XIX un San José con Niño de estirpe murillesco y un San Felipe Neri.
En el ajuar litúrgico de la parroquia destacan una crismera barroca del siglo XVII y un ostensorio y un cáliz de plata dorada de la primera mitad del siglo XVIII.